# Rostglasögonfågel
Rostglasögonfågel (Tephrozosterops stalkeri) är en fågel i familjen glasögonfåglar inom ordningen tättingar.

## Utseende och läte
Rostglasögonfågeln är en liten tätting, med udda färgsättning för att vara en glasögonfågel. Ovansidan är brun, undersidan är vit och ögonringen som kännetecknar de allra flesta arter i familjen är helt frånvarande. I sitt utbredningsområde är den omisskännlig. Lätena har rapporterats som ljusa och kvittriga.

## Utbredning och systematik
Fågeln är endemisk på ön Seram i södra Moluckerna och lever i fuktiga tropiska bergsskogar. Den placeras som enda art i släktet Tephrozosterops och behandlas som monotypisk, det vill säga att den inte delas in i några underarter.

## Levnadssätt
Rostglasögonfågeln hittas i förberg, i buskage och skogsbryn. Den är en social fågel som ofta beblandar sig med arter, framför allt sångglasögonfågel och seramglasögonfågel.

## Status
Trots det begränsade utbredningsområdet och det faktum att den minskar i antal anses beståndet vara livskraftigt av internationella naturvårdsunionen IUCN. 